# Berceni (Bucarest)
El barri de Berceni és un dels barris integrats dins del Sector 4 de Bucarest (Romania). El barri està ubicat a la zona sud de la capital romanesa.
El nom de Berceni procedeix del nom dels hússars hongaresos de Miklós Bercsényi que van participar en els conflictes de la guerra hongaresa de Kuruc en temps del príncep hongarès Francis II Rákóczi (a principis del segle xviii), quan es procedí a assetjar la ciutat de Bucarest.
No s'ha de confondre aquest barri amb la població del mateix nom, Berceni, que està ubicada al sud de Bucarest.